# Piłka wodna na Mistrzostwach Świata w Pływaniu 2023
Zawody w piłce wodnej na 20. Mistrzostwach Świata w Pływaniu odbyły się w dniach 16 – 29 lipca 2023 w Hali B pływalni Marine Messe Fukuoka w Japonii. Zostały rozegrane dwie konkurencje - turniej kobiet oraz mężczyzn.

## Medaliści
| Konkurencja                  | Złoto    | Srebro    | Brąz      |
| Turniej mężczyzn (szczegóły) | Węgry    | Grecja    | Hiszpania |
| Turniej kobiet (szczegóły)   | Holandia | Hiszpania | Włochy    |

## Klasyfikacja medalowa
*   Gospodarz ( Japonia)
| Miejsce | Reprezentacja | Złoto | Srebro | Brąz | Razem |
| ------- | ------------- | ----- | ------ | ---- | ----- |
| 1       | Węgry         | 1     | 0      | 0    | 1     |
| 1       | Holandia      | 1     | 0      | 0    | 1     |
| 3       | Hiszpania     | 0     | 1      | 1    | 2     |
| 4       | Grecja        | 0     | 1      | 0    | 1     |
| 5       | Włochy        | 0     | 0      | 1    | 1     |
| Razem   | Razem         | 2     | 2      | 2    | 6     |